# Katharina Holert
Katharina Holert (* 11. März 1993 in Geesthacht) ist eine ehemalige deutsche Tennisspielerin.

## Karriere
Holert wurde mit 16 Jahren Profi und spielt vor allem Turniere auf dem ITF Women’s Circuit. Ihr erstes Turnier spielte sie im August 2008 in Wahlstedt. Der Sieg beim mit 10.000 US-Dollar dotierten Turnier 2010 in Madrid war ihr bislang größter Erfolg. Ihr bislang letztes Profiturnier bestritt sie im Juni 2016. Sie wird daher nicht mehr in der Weltrangliste geführt.
In der Deutschen Bundesliga spielte sie 2008, 2009, 2010 beim TC Rot-Weiß Wahlstedt in der zweiten, nach dem Aufstieg 2011 in der 1. Bundesliga. 2012, 2013, sowie 2014 trat sie für den Club an der Alster in der 2. Bundesliga an, 2015 spielte sie für den ETuF Essen in der 1. Bundesliga.

## Turniersiege

### Einzel
| Nr. | Datum          | Turnier | Kategorie   | Belag     | Finalgegnerin         | Ergebnis      |
| --- | -------------- | ------- | ----------- | --------- | --------------------- | ------------- |
| 1.  | September 2010 | Madrid  | ITF $10.000 | Hartplatz | Silvia García Jiménez | 3:6, 6:3, 6:2 |